# Newport East
Newport East es un lugar designado por el censo ubicado en el condado de Newport en el estado estadounidense de Rhode Island. En el año 2000 tenía una población de 11,463 habitantes y una densidad poblacional de 754.1 personas por km².

## Geografía
Newport East se encuentra ubicado en las coordenadas 41°30′31″N 71°17′17″O / 41.50861, -71.28806. Según la Oficina del Censo, la ciudad tiene un área total de 15,2 km² (5,9 mi²), de la cual 14,7 km² (5,7 mi²) es tierra y 0,5 km² (0,2 mi²) (3.24%) es agua.

## Demografía
Según la Oficina del Censo en 2000 los ingresos medios por hogar en la localidad eran de $49,552, y los ingresos medios por familia eran $57,314. Los hombres tenían unos ingresos medios de $41,026 frente a los $28,090 para las mujeres. La renta per cápita para la localidad era de $25,193. Alrededor del 5.5% de la población estaban por debajo del umbral de pobreza.